# Художественная галерея Марибора
Художественная галерея в Мариборе (словен. Umetnostna galerija Maribor, UGM; англ. Maribor Art Gallery) — художественный музей в словенском городе Мариборе, созданный в 1954 году. Является одним из ключевых в стране институтов по современному искусству — постоянная коллекция состоит из более чем трёх тысяч произведений словенских художников, созданных с конца XIX века до наших дней. Включает в себя фотоколлекцию, собрание видео-арта и инсталляций. Музей также управляет галерей «UGM Studio».

## История и описание
Художественная галерея (UGM) была открыта в Мариборе в 1954 году, став центральным художественным учреждением города. С момента открытия и до сегодняшнего дня она располагается в здании на улице Штроссмайера (Strossmayer), в доме номер 6. Центральный выставочный корпус расположен в бывшем дворце, построенном в первой половине XIX века, и в бывшей церкви при монастыре, возведённой во второй половине XVIII века — на пересечении с улицей Орожнова (Orožnova). В 1980-х годах галерея была объединена с выставочным залом «Rotovž». В ней был открыт отдел современного искусства, и появились дополнительные помещения для презентации коллекции в историческом центре города (галерея «UGM Studio»). Общая выставочная площадь музея превышает 800 м².
Постоянная коллекция галереи в 2013 году насчитывала 2300 картин и скульптур. По данным на 2019 год в музее было уже более 7000 произведений искусства, среди которых три работы Рихарда Якопича и собрание Зорана Музича, жившего в Мариборе перед Второй мировой войной. Галерея UGM являлась региональным музеем современного изобразительного искусства на территории муниципалитета Марибора. Она специализировалась на работах из региона северо-восточной Словении.
В 1970-х годах многие молодые региональные художники стали выставляться в Мариборе. Их произведения, близкие к поп-арту и концептуализму, являются частью музейного собрания. При помощи спонсоров и меценатов Художественная галерея Марибора продолжает приобретать работы современных авторов: коллекция включает в себя фотособрание, собрание видео-арта и инсталляций. Помимо демонстрации собственной коллекции, музейная программа включает в себя около 12 временных выставок в год — от ретроспективных обзоров словенских авторов до международных фестивалей современного искусства. Кроме того, галерея проводит и выставки в области архитектуры и дизайна.